# 贝纳克德叙
贝纳克德叙（法語：Bernac-Dessus，法語發音：[bɛʁnak dəsy]）是法国上比利牛斯省的一个市镇，位于该省中部偏西北，属于塔布区。该市镇总面积4.6平方公里，2009年时的人口为313人。

## 人口
贝纳克德叙人口变化图示